# Guittone d'Arezzo

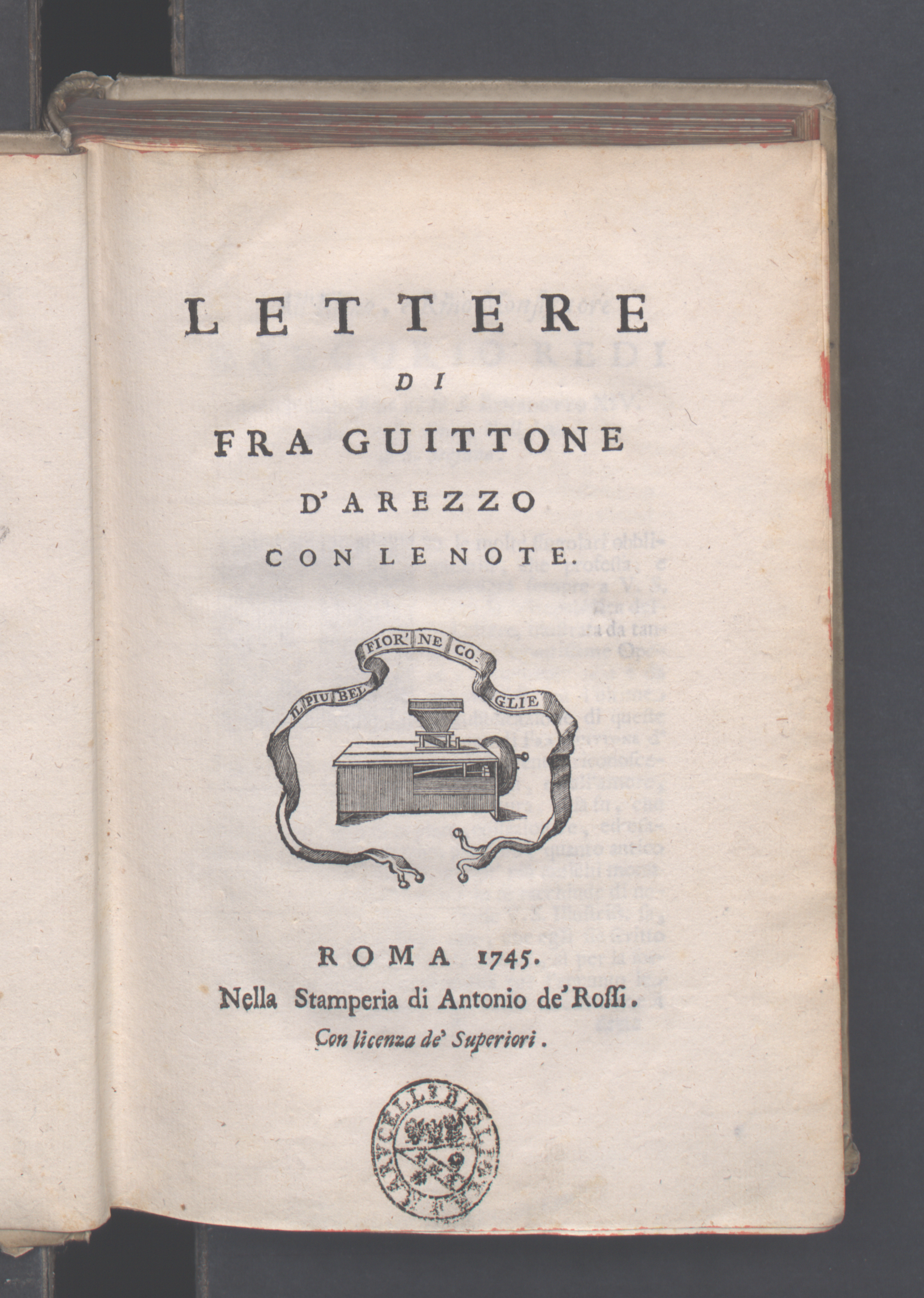
Lettere di Fra Guittone d'Arezzo, 1745

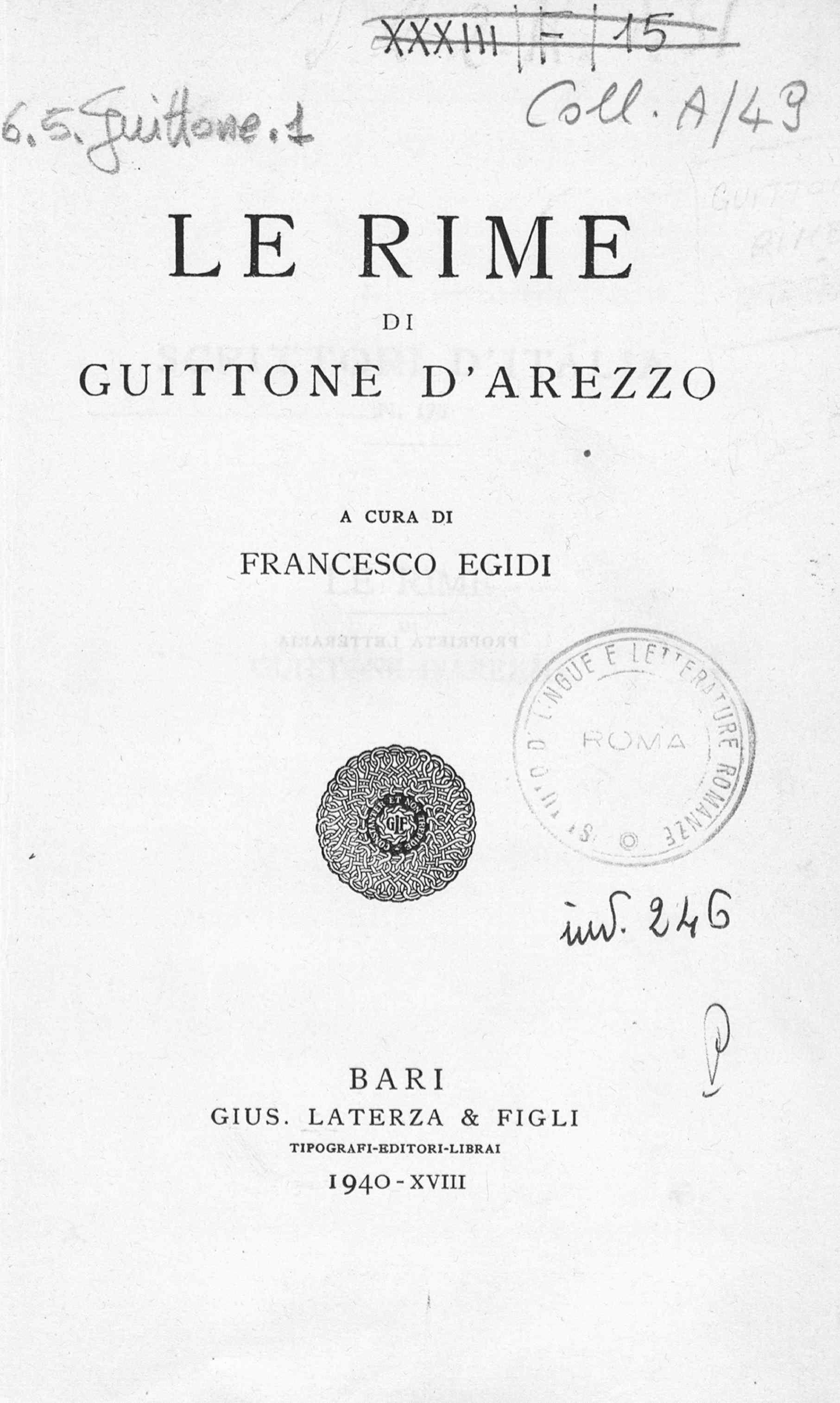
Rime

Guittone d'Arezzo (1235 - 1294) est un poète toscan originaire de la cité-État d'Arezzo qui joua un rôle de premier plan dans l'acculturation culturelle de la poésie courtoise sicilienne et de la poésie occitane des Troubadours dans sa région natale au XIIIe siècle.
Il est considéré par l'historiographie littéraire comme une figure fondatrice de la culture littéraire et politique de la bourgeoisie communale guelfe de Toscane. Affiliée principalement aux Communes libres du Nord de l'Italie et à la Papauté catholique romaine, la bourgeoisie citadine à laquelle appartient le poète est en violente opposition avec les familles de la noblesse citadine gibeline (prêtant allégeance à l'Empereur du Saint-Empire romain germanique) cette dernière étant alors très influente dans les cités toscanes surtout après 1260. 
Auteur polygraphe prolifique, Guittone d'Arezzo est l'un des plus influents poètes et prosateur vernaculaire en Toscane après duquel une nouvelle génération prendra son essor (les épigones du poète arétin surnommés les "guittoniani" ou "siculo-toscani") et à partir duquel une autre s'en distinguera, à la fois du point de vue stylistique mais aussi thématique (les poètes du Dolce Stil Novo parmi lesquels Dante Alighieri) tout en conservant plus ou moins la marque essentielle de la poétique guittonienne qui est principalement une synthèse du lyrisme courtois combinée avec la satire morale, résultat inédit pour la jeune littérature toscane d'expression vernaculaire du Duecento. 
Guittone d'Arezzo donne à la poésie toscane ses tout premiers modèles de chansons amoureuses courtoises. Il insuffle une nouvelle vitalité formelle et lyrique aux chansons d'exil de même qu'au chant liturgique italien de son époque pour lequel il consacre formellement le ballatte sacre (Lauda) en s'inspirant de la poésie vernaculaire franciscaine des cités-états de l'Ombrie.    
Le poète arétin est également considéré parmi les premiers grands prosateurs vernaculaires italiens, fondateurs de la prosa d'arte  du Duecento à travers son œuvre épistolaire en italien.    

## Biographie littéraire et poétique
La vie de Guittone d'Arezzo demeure encore obscure, seulement quelques faits importants de son parcours nous sont connus. Fils du trésorier communal de la cité-état d'Arezzo, il appartenait à la petite bourgeoisie citadine rentière, très active dans les institutions civiles et politiques dont elle occupait nombreuses fonctions administratives et dirigeantes au côté de l'ancienne noblesse terrienne. 
En 1256, Guittone est exilé d'Arezzo en raison de son soutien actif au camp des Guelfes.  
En 1265, il entre en tant que laïc dans l'ordre des Milites Beatae Virginis Mariae (l'ordre des Chevaliers de la Vierge Marie) dit des "Frati Gaudenti" dont l'idéale était de vivre socialement en accord avec les évangiles sans coupure éthique et matériel avec les activités civiles, politiques, marchandes et intellectuels de la vie communale. Le culte consistait principalement à vénérer la vierge Marie par les rites dans l'espace urbain communal à travers la composition et la récitation de prières et de chansons dédiées à la mère du fils de Dieu en usant de toutes les ressources lyriques et rhétoriques de la jeune littérature courtoise toscane et Ombrienne.Cet événement va sensiblement changer son écriture littéraire et poétique. Il semble avoir abandonné la poésie courtoise pour consacrer ses œuvres exclusivement au thème de la religion en les signant "Fra Guitton" ("Frère Guitton").  
Guittone d'Arezzo est le plus important poète courtois de sa génération, auteur à lui seul d'une cinquantaine de canzoni et de plus de 251sonetti traitant des thèmes de l'amour courtois et de la morale civique. Ces deux thématiques souvent mêlées, sont également au centre de son œuvre épistolaire baptisée par les éditeurs modernes Lettere.
Dans ses nombreuses lettres échangées avec les plus importantes personnalités de son époque (dont la qualité sociale des correspondants demeure au reste très variée) résonnent la voix d'un poète résolument moraliste et passionnément engagé dans les luttes politiques de sa cité, maîtrisant aussi bien toutes les subtilités de l'ars dictandi  des dictatores italien (le sicilien Pier delle Vigne; le florentin Brunetto Latini) que la poésie raffinée des troubadours italiens ( les "provenzali" du Nord de l'Italie) et de leur langage littéraire (à travers la lecture du Donat Proensal de "Uc Faidit"). 
il pratique assidûment, à côté d'une poésie amoureuse de tradition courtoise, une poésie partisane chantant les faits d'armes des factions guelfes lors des conflits et des guerres à Arezzo et dans la Toscane environnante, notamment durant la période la plus conflictuelle, celle de la défaite militaire des guelfes à Montaperti (1260) face aux armées gibelines à la suite de laquelle de nombreux partisans guelfes retrouvent les chemins de l'exil.  
Son célèbre planh Ahi lasso, or è stagion de doler tanto, composé à l'issue de la défaite des guelfes florentins opposés aux armées gibelines à Montaperti (1260) est l'exemple même d'une poésie volgare de propagande où tous les artifices de la rhétorique ainsi que les possibilités métriques et stylistiques offertes par le sirventes provençale et la canzone du grand chant sont mis au service d'un discours désabusé, ironique et sarcastique sur cette bataille historique et sanglante. Cette canzone adressés aux Florentins vaincus de Montaperti est le premier grand exemple de poésie politique en langue italienne. Cette composition connaîtra un grand succès au début du siècle suivant au côté de la canzone mixte où l'amour courtois et la politique se partagent les strophes, un genre dans lequel le poète d'Arezzo se montre également particulièrement habile. Gente noiosa e villana est un bon exemple de ce genre de canzone mixte, avec sept strophes consacrées à des sujets politiques, deux à l'amour courtois.  
Gianfranco Contini dans son anthologie Poeti del Duecento (vol.I) édite la chanson politique Ahi lasso, or è stagion de doler tanto dans le chapitre consacré à la poésie italienne de tradition courtoise « Poesia cortese Toscana e settentrionale » ("Poésie courtoise du Nord et de la Toscane") en raison de ses nombreuses analogies structurelles et thématiques avec le grand chant de tradition courtois. Les deux premières strophes qui ouvrent la chanson sont à cet égard éloquentes : la voix du poète dans la première strophe (v. 1-15), consterné par la défaite des guelfes florentins (camps auquel appartient le poète arétin) pleure avec le même ton affligé et mélancolique que l'amant courtois abandonné de sa Dame. Dans la deuxième strophe (v. 16-30) le poète attribue à la cité de Florence les qualités morales exceptionnelles de la Dame courtoise, de même que son pouvoir intrinsèque d'anoblissement chez celui qui se dévoue à la servir fidèlement (v. 16-19). 
Guittone d'Arezzo est épris de morale et passionnément engagé dans les conflits de son époque étant très investis dans la cavalleria gaudante de la confraternité arétine au nom de laquelle il s'engage très tôt dans une intense activité de propagande civile et religieuse par son œuvre épistolaire. Il introduit soigneusement dans son œuvre lyrique et épistolaire des préoccupations profondément religieuses et spirituelles, allant même modeler sa biographie selon ces aspirations, et organisant la chronologie de sa vie de rimatore sur la base de celles-ci.
Le prestigieux chansonnier de la poésie médiévale italienne, connu sous l'appellation Laurenziano Rediano 9 (BML Redi 9) conservé à la Bibliothèque Medicea Laurenziana de Florence, est le seul manuscrit qui réunit un nombre très important de sonetti amoureux et de canzoni politiques de Guittone dans un seul et même ouvrage, ceci selon un ordre relativement cohérent en accord précisément (directement ou pas) avec l'intention de l'auteur. Ce canzoniere est d'un profond intérêt pour les historiens et philologues de la littérature italienne car non seulement celui-ci nous transmet intacte une grande partie de l'œuvre poétique de Guittone, il nous fait également lire son œuvre grâce au minutieux assemblage du matériel dans l'espace du manuscrit au travers le double prisme de l'amour courtois et de la conversion spirituelle. Une lecture existentielle et poétique que le poète a entretenu longtemps de son vivant, et que ce chansonnier restitue fidèlement. Le corpus se divise ainsi en deux parties différentes et opposées, l'une placé sous le signe de l'Amour courtois, l'autre sous le signe de la morale civique et chrétienne. Ces deux thématiques, l'une profane et l'autre éthique et spirituelle, sont nettement séparées dans le corpus du Laurenziano Rediano 9, par une césure à la fois biographique et poétique. En effet, le copiste du Laurenziano R 9 attribue les poésies courtoises à « Guittone », et celles au ton moraliste et prédicatif à « Fra[te] Guitton » afin de préciser le changement de statut et de fonction choisis par le poète d'Arezzo au cours de sa longue carrière d'homme de lettres. 
Cette construction biographique n'est pas sans lien avec le nouveau choix de vie qu'il s'impose à partir de 1265: il devient membre du cercle très aristocratique des Frati Gaudenti (Frati della Beata Glorïosa Vergine Maria), une assemblée de chevaliers tous issus des familles les plus illustres et influentes d'Arezzo, ayant choisi une vie modérément austère consacrée à la charité et à la célébration des saints chrétiens, en particulier au culte de la vierge Marie. Mais leur activité ne se limite pas à la prière et aux activités liturgiques, surtout en cette période de troubles politiques sans précédent. C'est ainsi que la confraternité spirituelle d'élite, transformé en véritable ordre militaire par le Pape Urbain VI en 1261, s'applique très sérieusement à préserver la paix dans les cités Toscanes et Emiliennes, des foyers instables où éclatent régulièrement des luttes intestines et la guerre civile. Depuis son entrée dans ce cercle spirituel et son engagement en première ligne parmi ces chevaliers de la paix civile, le poète, désormais dénommé « Fra[te] Guitton », adopte une nouvelle vision mentale, il oriente dès lors son œuvre poétique vers un discours beaucoup plus soucieux de morale, à la fois sur un plan civique et religieux, où la spiritualité chrétienne tient désormais une place centrale, voire paradigmatique. Toutefois « Fra[te] Guitton » fait en sorte que celle-ci s'insère dans son œuvre de manière cohérente et non exclusive afin qu'elle n'entre pas en conflit avec certains aspects de la culture laïque italienne. En effet, cette « conversion » n'est pas véritablement une renovatio spirituelle au sens religieux du terme même si la foi chrétienne est davantage évoquée et valorisée dans sa poésie depuis 1265. S’il y a clairement chez « fra[te] » Guittone une prise de distance vis-à-vis de la culture courtoise amoureuse (de son idéalisme érotique et de sa casuistique raffinée) le poète d'Arezzo ne décide nullement, à l'instar de l'ombrien Jacopone da Todi (1236-1306), de consacrer le restant de ses jours à la vie monastique dans l'abandon complet et irrévocable à Dieu sans jamais plus s'adonner au trobar pour quelconque société mondaine cultivée. De plus, si Guittone se rapproche en effet davantage de la culture religieuse et morale de son temps, et même si la prise de distance avec la culture courtoise et de ses mythes est bien réelle, il n'adhère jamais à la conventionnelle reprobatio amoris misogyne du De Amore d’André le Chapelain. 
Une renovatio poétique s'impose dès lors nécessaire et inéluctable à la conscience du poète d'Arezzo qui sans renoncer à certains traits stylistiques de la poésie courtoise multiplie canzoni, sonetti, laude et ballate à la célébration des saints de l'Église catholique comme saint Dominique (XXXVIII), ou Jésus Christ (XXXV) ou encore la Vierge Marie (XXXVI). Texte emblématique de la « conversion » spirituelle de Guittone, la canzone palinodique Ora parrà s'eo saverò cantare (XXV), dans laquelle « Fra[te] Guitton » expose de manière plus précise les nouveaux principes qui gouvernent désormais sa plume. À cet égard, cette chanson doit être considérée comme un véritable manifeste de ce renouveau poétique. En effet, Ora parrà s'eo saverò cantare marque le passage d'une poétique courtoise à une poétique dominée par le sentiment religieux et la dévotion liturgique sous une forme rigoureusement didactique. 
L'ethos courtois est désormais clairement répudié de manière univoque par le poète d'Arezzo, dénoncé comme la source d'un mal semblable à la folie, où vient immanquablement se nicher la passion de la chair, d'où l'impossibilité pour Guittone d'accepter le lien traditionnel entre Amour et valeur terrestre, c'est-à-dire entre l'amour courtois et une quelconque valeur poétique et morale. Aussi radical que puisse paraître un tel revirement au regard de sa poésie précédente, Guittone, toutefois, n'annonce aucun retrait monastique ou l'entrée dans une quelconque congrégation religieuse, il ne s'agit nullement d'un renoncement catégorique de la réalité terrestre comme il semble le laisser croire, mais plutôt un abandon conscient et intentionnel de la fin'amor, de son substrat philosophique et théorique, de sa casuistique et sa praxis mondaine au profit d'une toute autre culture, davantage en prise avec la réalité de son l'époque. Avec son habituelle rhétorique à la syntaxe subtile et percutante, Guittone affirme dans cette canzone son choix pour la culture qui s'est constitué dans les grands centres urbains de l'Italie du Nord et du centre, celle de la bourgeoisie marchande parvenue au sommet du pouvoir économique et politique, laquelle se montre particulièrement attentif aux questions éthiques et morales, car étant pour elle considérées déterminantes en matière de gestion publique de la cité, notamment à travers la prise de parole, il en est naturellement de même pour toutes les activités humaines en société, y compris en matière de littérature et de poésie. La condamnation contre le dieu Amour des amants courtois placée en tête de cette canzone de la « conversion » repose sur cette logique très pragmatique de la nouvelle élite, soucieuse de la valeur effective du discours et des actes, portant une attention toute particulière à la nature morale de l'action humaine ainsi que de ses résultats. 
La dernière strophe de Ora parrà s'eo saverò cantare  est à ce titre éloquente: « Fra[te] Guitton » après avoir définitivement renié le dieu Amour des amants courtois pose, avec une sévérité et une fermeté implacable, le principe qui désormais guidera sa vie et sa poésie. Le principe, explicité à la toute fin de cette deuxième strophe, est résumé par le vocable « misora » (v. 30), terme-clef souvent présent dans la poésie de Guittone d'Arezzo, signifiant littéralement « modération », non pas en référence ici à l'idéale « mezura » érotique des troubadours provençaux mais à celle plus pragmatique de l'urbanitas, principe érigé en idéal civique par les classes bourgeoises les plus cultivées, en particulier celles aux commandes de la gestion économique et politique des Communes italiennes. 
Une observation de Teodolinda Barolini dans son ouvrage Il secolo di Dante, viaggio alle origini della cultura letteraria italiana est particulièrement éclairante en ce sens. En effet, dit-elle, la clef pour interpréter correctement ce texte emblématique de la « conversion » réside dans ce vocable « misora » (v. 30), mot-clef de la nouvelle « pensée » éthique de Guittone d'Arezzo. L'usage chez Guittone du concept de « modération » serait l'expression d'une adhésion aux valeurs de la bourgeoisie au pouvoir, lui permettant aussi de se refaire une meilleure réputation. Sur ce, il est légitime de supposer que cette « modération » est aux yeux de Guittone le seul principe lui permettant de faire reconnaître sa poésie comme ayant une véritable valeur sociale, et donc une véritable autorité auprès de ceux qui détiennent le pouvoir. En déplaçant les termes et les enjeux de sa poésie au travers le passage de la culture traditionnelle de fin'amor à la culture plus récente des nouvelles élites, Guittone d'Arezzo contribue de manière décisive à la formation et à la consolidation du puissant mouvement de renouveau culturel qui grâce à la dynamique syncrétique qui le caractérise, fait se côtoyer la tradition et la modernité, autrement dit, la poésie courtoise et ses raffinements aristocratiques avec les préoccupations plus concrètes et intellectuelles de sociabilité urbaine et civique.

## Postérité littéraire et poétique
- XIIIe siècle:

Le "précurseur" de la poésie du Dolce Stil Novo, le bolonais Guido Guinizzelli (1240-1276), adressa à Guittone d'Arezzo le sonnet (O) Caro Padre meo, de vostra Laude, le priant de corriger la canzone qu'il venait de composer. La tradition exégétique considère ce sonnet comme un simple hommage de jeunesse au chef de file de la poésie vernaculaire "siculo-toscana" alors respecté parmi les jeunes intellectuels de l'Université des Arts libéraux de Bologne. Guittone d'Arezzo y est célébré comme "padre" (père), homme "savio" (sage), et "mastro" (maître) dans l'art de composer sonnets et chansons en italien. Le jeune bolonais s'adresse avec respect à Guittone d'Arezzo en soulignant la qualité de son rang social, non pas que celui-ci soit de la noblesse terrienne ou marchande, mais parce Guittone est l'un des "Frati Gaudenti" de l'ordre de la Beata Glorïosa Vergine Maria.
Toutefois, la critique littéraire italienne récente a mis en lumière l'ambiguïté du sonnet de Guinizzelli,. Ce texte révérencieux se doublerait d'une critique frontale contre le poète arétin, la tonalité étant vivement ironique en dépit d'une rhétorique laudative complexe articulée sur l'equivocatio lexicale et sémantique. D'autre part, sur le plan politique, Guido Guinizzelli était partisan des gibelins lesquels s'opposaient à leurs adversaires guelfes dans la cité-État de Bologne avec la même violence et la même régularité que dans les centres urbains de la Toscane. Or, le guelfisme civique de Guittone d'Arezzo était connu de tous notamment de par son activité très active dans la militia de la Beata Glorïosa Vergine Maria (depuis 1265), ordre fondé dans la région émilienne aux alentours de Bologne en 1261 (par le Pape Urbain VI). Cependant, la réputation de l'ordre n'était pas toujours bonne, notamment à cause de leurs excentricités mondaines. Dans le sonnet (O) Caro Padre meo, de vostra Laude, Guinizzelli fait textuellement référence à l'activité militante de Guittone (vers 6 et 8) en des termes sarcastiques par emploi d'une comparaison, dans un langage poétique très guittonien, entre les richesses ostentatoires des Vénitiens et celles de l'ordre des "Frati Gaudenti" émiliens et toscans. De plus, Guinizzelli emploie astucieusement les mots "Gaudenti"-"gaude"-"Gaudii" (v.8) en usant la repetitio étymologique rhétorique pour souligner l'avarice et les plaisirs mondains qui régnaient dans la confraternité des chevaliers de la Glorieuse Vierge Marie. Le portrait du sage et vertueux moraliste "Fra' Guitton" se trouve ainsi mis à mal par l'un des plus importants poètes vernaculaires de la nouvelle génération, celui qui ouvrira la voie à la "révolution culturelle" (F. Lanza) du Dolce Stil Novo, Dante Alighieri et Guido Cavalcanti en tête. 
Poète emblématique du Dolce Stil Novo florentin, Guido Cavalcanti (1258-1300) adressa à son tour un sonnet cinglant contre Guittone d'Arezzo: Da più a uno face un sollegismo. Avec moins de scrupules que son homologue bolonais, le poète formule une cinglante attaque, directement contre "Fra Guittone" et sa poétique novatrice. Sans ambages, avec une féroce dérision sur un ton ironique, Guittone d'Arezzo est fustigé pour sa profonde ignorance dans l'art de composer des vers, "sanza rismo" (v.3). Sa poésie est déclarée sans valeur car trop superficielle, le vernaculaire pauvrement rhétorique, le lexique obscur et sombrant dans une complexité sémantique aux limites d'un"barbarismo" dénué du "saver" (goût, raffinement, savoir) des grands poètes (v. 3-6). Quand bien même "Fra' Guittone" s'occuperait de composer une poésie fluide et élégante reposant sur une connaissance réelle des sciences philosophique et physique, suivant ainsi la nouvelle sensibilité de la génération du bolonais Guido Guinizzelli, le poète arétin en sortirait définitivement inapte à la poésie, sans aucun résultat digne d'être suivi par les plus jeunes, et serait, par conséquent risible en société (v.5-14). 
La fracture entre une ancienne et une nouvelle génération de poètes courtois italiens trouve dans cette composition sa plus haute expression littéraire. Désormais, une rupture paradigmatique est entérinée pour longtemps dans le mouvement général de la jeune poésie vernaculaire, non sans conséquences pour la poésie italienne ultérieure.  
Texte poétique par certains endroits ambigu et obscur, les critiques italiens proposent plusieurs lectures et interprétations de ce sonnet de Guido Cavalcanti. Certains insistent sur "figura" (v.9) qui apparaît au premier tercet du sonnet (v.9-11), celui-ci étant la clef de voute essentielle qui indiquerait que la critique de Cavalcanti est dirigée principalement contre la poésie didactique et morale du vieux Guittone (après la conversion de 1265), alors occupé à l'écriture des sonnets qui formeront plus tard le violent réquisitoire contre l'amour charnel (Del carnale amore. La corona di sonetti del codice Escorialense). 

- XIVe siècle:

Les critiques acerbes du poète Dante Alighieri (1265-1321) contre la poésie de Guittone d'Arezzo et de ses épigones (les "guittoniani" ou "guittonismo"), formulées dans son traité sur le vernaculaire italien, De Volgari Eloquentia (1303-1305), sont restées célèbres dans la littérature italienne. 
Dans le premier et second livres du traité, Dante décrète en des termes très sévères l'impuissance des poètes toscans de son époque à forger un vernaculaire italien "illustre" capable de donner à la poésie italienne ses lettres de noblesse dans une Europe culturelle où domine la lyrique occitane et française.
"...Tuscos, qui propter amentiam suam infroniti, titulum sibi vulgaris illustris arrogare videntur. Et in hoc non solum plebeia dementat intento, sed famosos quamplures viros hoc tenuisse comperimus: puta Guittonem Aretinum qui nunquam se ad curiale volgare direxit", ce au même titre que Bonagiunta Orbicciani da Lucca, Mino Mocato, Gallo Pisano et Brunetto Latini lesquels, "non curialia, sed municipalia tantum invenientur" (I, XIII). 
"...(les) Toscans, lesquels, obnubilés par leur folie, semblent s'arroger le privilège du vulgaire illustre. Et ce n'est pas seulement la plèbe qui soutient cette sotte prétention, mais plusieurs hommes célèbres ont été aussi du même avis, comme Guittone d'Arezzo, qui ne pratiqua jamais le vulgaire courtois", ce au même titre que Bonagiunta Orbicciani da Lucca, Mino Mocato, Gallo Pisano et Brunetto Latini lesquels, "dont les poèmes se révèleront, à y regarder de près, d'un niveau non courtois, mais seulement municipal." (I, XIII, i).
Dans ce passage Dante fustige les poètes de la génération de Guittone d'Arezzo (les "siculo-toscani" et les "guittoniani"), ces derniers se croyaient selon le poète florentin capables de donner forme et vie à une langue poétique courtoise vernaculaire avec toutes la richesse et les qualités de la koînè aristocratique, or il ne voit en cela qu'une simple prétention, une course arrogante pour s'arroger la palme du "volgaris illustris" ("vulgaire illustre"). Aux yeux de Dante, leurs compositions demeurent trop lourdement prisonnières des particularités dialectales et locutives à cause de leur attachement aux conventions linguistique et littéraire de leur cité-État d'origine. Par conséquent, ces derniers sont déclarés inaptes et stériles ("improperium") à l'élaboration et au perfectionnement de la chanson italienne courtoise "illustre" ("illustres cantiones"-II, VII). Se trouvent ainsi exclus Guittone et ses épigones du cercle des poètes du grand chant courtois, occitaniens et italiens, les "doctores illustres" (II, VI) : 
"...Subsistant igitur ignorantie sectatores Guictonem Aretinum et quosdam alios extollentes, nunquam in vocabulis atque constructione plebescere desuetos" (II,VII). 
"...Que les adeptes de l'ignorance cessent donc d'exalter Guittone d'Arezzo et ses semblables, dont le lexique et les constructions sont marqués par l'usage de la plèbe". 
Sur une telle condamnation poétique et littéraire, Dante décourage la nouvelle génération de poètes vernaculaires (à laquelle il appartient) d'imiter et de suivre la voie parcourue par Guittone et ses imitateurs lesquels ont échoué selon lui, à doter la culture italienne d'une "locutio" vernaculaire commune ("vulgare Latium") dont la qualité essentielle doit résider dans son caractère à la fois "illustre" (illustre), "cardinale" (cardinal), "aulicum" (aulique), "curiale" (courtois) (I, XVII). La poésie de Guittone d'Arezzo se trouve ainsi définitivement écartée, et ce pour longtemps.                
- XVe siècle:

Guittone d'Arezzo est désigné parmi les premiers grands poètes vernaculaires toscans dans la typologie canonique promue par Lorenzo De' Medici (1449-1492) et Angelo Poliziano (1454-1494). Le recueil de poésies toscanes retraçant l'évolution stylistique de la lyrique toscane et florentine, du Duecento au Quattrocento, est une œuvre majeure de la politique culturelle de Lorenzo De' Medici et de son cercle de lettrés. Conçu sous la forme d'un chansonnier traditionnel, le précieux ouvrage passera à la postérité sous le titre de Raccolta Aragonese (1475-1477) comme consécration de l'hégémonie culturelle toscane dans le champ de la production littéraire et linguistique vernaculaire. 
Le poète et érudit Angelo Poliziano (1454-1494) place Guittone d'Arezzo parmi les plus importants rimatori du Duecento au côté du bolonais Guido Guinizzelli. Toutefois, en comparaison du second, Guittone leur apparaît "ruvido e severo, né d'alcuno lume di eloquenzia accesso" (dur et sévère, totalement dépourvu d'éloquence". Guittone d'Arezzo est désigné à plusieurs endroits du recueil par la formule péjorative de "rozzo aretino", cela toujours pour lui opposer la poésie de Guido Guinizzelli considérée comme supérieure par sa clarté, sa fluidité et sa belle ornementation. La poésie de Guido Guinizzelli est ainsi élevée au rang des premiers grands modèles de poésie italienne, avec le Dolce Stil Novo (Guido Cavalcanti, Dante Alighieri, Cino da Pistoia) et Francesco Petrarca (1304-1374), desquels descendent directement, comme le suggère délibérément la diachronie (très partiale) élaborée par Angelo Poliziano, le "Magnifico" Lorenzo De' Medici, nouveau "sole" (soleil) de Florence et de la Toscane renaissante. Guittone d'Arezzo et sa poétique tombent ainsi dans la prétendue enfance informe, désormais lointaine, de la poésie vernaculaire de l'Italie communale.

## Étude en français
- Recherches sur Guittone d'Arezzo, Claude Margueron, Paris, Presses Universitaires de France, 1966, 523 p. [10]

## Œuvres notoires
Poésies lyriques
- Canzoniere (Laurenziano Rediano 9).

Ce chansonnier conçu à Pise au XIIIe siècle regroupe en un seul volume les poésies de "l'école sicilienne" de Frédéric II, les principaux "siculo-toscani" dont Guittone d'Arezzo (avant et après sa "conversion" spirituelle de 1265) et certaines canzoni de Guido Cavalcanti (Dolce Stil Novo). Conservé aujourd'hui à la Biblioteca Medicea Laurenziana à Florence.
Le codex laurentien conserve la Corona di Sonetti amorosi, les sonnets amoureux de Guittone, reliés entre eux par un développement macro-textuel (qui anticipe à certains égards la structure de la Canzoniere de Pétrarque) et par des éléments microtextuels, tels que des rimes, des allitérations et d'autres figures rhétoriques, héritées en grande partie il part de la tradition des troubadours. 
Une période "juvénile" peut être clairement identifiée dans la structure du codex où toutes les compositions (sonnets, ballades, chansons) sont attribuées à "Guitton d'Arezzo". La "conversion" est signalée par une césure auctoriale, "Fra Guitton" remplace le jeune "Guitton d'Arezzo". La dénonciation de l'amour courtois prend des tons sarcastiques et profanateurs, et l'amour est considéré comme une "maladie" dont on peut guérir. Une série de 86 sonnets, la fameuse Corona di Sonetti, véritable Ars amandi de la littérature italienne médiévale, plus tard considéré comme un traité singulier de l'amour courtois, un manuel sarcastique sur la séduction voire un "manuel du libertin".
Selon le philologue italien Lino Leonardi, le manuscrit Laurenziano R 9 se présente comme le plus conforme à une étude du discours dans la poésie courtoise du poète d'Arezzo, du fait qu'il renferme un vaste corpus de cent dix sonnets d'amour, à l'intérieur duquel se détache une série plus modeste mais singulière de quatre-vingt-six sonnets qui ont la particularité d'être reliés entre eux par une forte structure unitaire selon un ordre précis et intentionnel, formant ainsi une série narrative autonome que Lino Leonardi identifie comme un véritable canzoniere. Selon ce dernier, cette unité narrative tiendrait une place fondamentale au sein du « macrotexte » que constitue l'ensemble des canzoni et sonetti du Laurenziano R 9, celle-ci étant de plus, un élément indispensable à la lecture et à l'interprétation du corpus courtois de Guittone. 
L'argument avancé par Leonardi selon lequel les sonnets 1 à 86 du Laurenziano R 9 forment un authentique canzoniere est l'objet de nombreuses discussions parmi les philologues italiens. Michelangelo Picone récuse l'approche de Leonardi. À la différence de ce dernier, Michelangelo Picone retient l'ensemble du corpus du manuscrit pour un canzoniere, et non uniquement les 86 sonnets amoureux. Les deux approches s'expliquent principalement par les postulats de base différents adoptés par les deux philologues. En effet, Leonardi considère la série des 86 sonnets comme préexistante à la compilation du manuscrit, tandis que pour M. Picone, la série en question est contemporaine au corpus d'ensemble.    
Poésie didactiques
- Del carnale amore. La corona di sonetti del codice Escorialense[13]

La couronne de sonnets de Guittone d'Arezzo était connue jusqu'à présent sous le titre trompeur de "Traité d'amour". Cette pièce constitue un point de référence important dans le débat poétique et culturel entre le XIIIe et le XIVe siècle sur la "nature de l'amour. L'œuvre, transmise sous une forme littéraire didactique par le codex latin III.23 de la Bibliothèque Royale de San Lorenzo dell'Escorial (Madrid), reprend dans une tonalité moraliste un motif majeur de la tradition littéraire antérieur, qui des Remedia amoris d'Ovide s'étend idéalement aux troubadours occitans, puis théorisé par d'André Chapelain dans son fameux De amore, et va jusqu'aux poètes de l'école sicilienne ("Scuola Siciliana"). Composé par Guittone après sa conversion en 1265, le cycle des sonnets amoureux du codex Escorialense est conçu comme un macrotexte lyrique cohérent autour du thème de la "représentation de l'amour", développé dans une clé allégorique et à travers les outils logiques et formels de l’argumentation démonstrative à des fins didactiques. La description de l'Amour en "figure", comme s'il s'agissait d'une image peinte, sert à démasquer la nature diabolique et pécheresse de la passion amoureuse, personnifiée par les traits d'un garçon ailé, nu, aveugle, aux griffes d'oiseau de proie pour saisir l'amant et tirer des flèches pour le frapper mortellement.